# Partecipanti alla Parigi-Nizza 2021
Elenco dei partecipanti alla Parigi-Nizza 2021.
La Parigi-Nizza 2021 è stata la settantanovesima edizione della corsa. Alla competizione presero parte 23 squadre: le 19 con licenza UCI World Tour 2021 e 4 UCI ProTeam.
Ciascuna delle squadre è composta da sette ciclisti, per un totale di 161 accreditati alla partenza.

## Corridori per squadra
Nota: R ritirato, NP non partito, FT fuori tempo, SQ squalificato
| Bora-Hansgrohe      | Bora-Hansgrohe      | Bora-Hansgrohe      | Team DSM               | Team DSM               | Team DSM               | EF Education-Nippo                 | EF Education-Nippo                 | EF Education-Nippo                 |
| ------------------- | ------------------- | ------------------- | ---------------------- | ---------------------- | ---------------------- | ---------------------------------- | ---------------------------------- | ---------------------------------- |
| N°                  | Ciclista            | Clas.               | N°                     | Ciclista               | Clas.                  | N°                                 | Ciclista                           | Clas.                              |
| 1                   | Max Schachmann      | 1°                  | 11                     | Tiesj Benoot           | 5°                     | 21                                 | Magnus Cort Nielsen                | 57°                                |
| 2                   | Pascal Ackermann    | R 8ª                | 12                     | Cees Bol               | 120°                   | 22                                 | Daniel Arroyave                    | R 6ª                               |
| 3                   | Cesare Benedetti    | 123°                | 13                     | Nils Eekhoff           | 99°                    | 23                                 | Stefan Bissegger                   | 77°                                |
| 4                   | Felix Großschartner | 73°                 | 14                     | Jai Hindley            | 18°                    | 24                                 | Julien El Fares                    | 35°                                |
| 5                   | Jordi Meeus         | 121°                | 15                     | Søren Kragh Andersen   | NP 4ª                  | 25                                 | Jens Keukeleire                    | R 4ª                               |
| 6                   | Nils Politt         | 54°                 | 16                     | Casper Pedersen        | 92°                    | 26                                 | Neilson Powless                    | 25°                                |
| 7                   | Michael Schwarzmann | 119°                | 17                     | Jasha Sütterlin        | 124°                   | 27                                 | Jonas Rutsch                       | 111°                               |
| Jumbo-Visma         | Jumbo-Visma         | Jumbo-Visma         | Ineos Grenadiers       | Ineos Grenadiers       | Ineos Grenadiers       | Team Qhubeka Assos                 | Team Qhubeka Assos                 | Team Qhubeka Assos                 |
| N°                  | Ciclista            | Clas.               | N°                     | Ciclista               | Clas.                  | N°                                 | Ciclista                           | Clas.                              |
| 31                  | Primož Roglič       | 15°                 | 41                     | Richie Porte           | R 1ª                   | 51                                 | Sergio Henao                       | 19°                                |
| 32                  | George Bennett      | 30°                 | 42                     | Andrey Amador          | 94°                    | 52                                 | Sander Armée                       | 75°                                |
| 33                  | Lennard Hofstede    | R 8ª                | 43                     | Laurens De Plus        | 46°                    | 53                                 | Fabio Aru                          | 26°                                |
| 34                  | Steven Kruijswijk   | 29°                 | 44                     | Rohan Dennis           | 45°                    | 54                                 | Victor Campenaerts                 | 88°                                |
| 35                  | Tony Martin         | R 5ª                | 45                     | Tao Geoghegan Hart     | R 4ª                   | 55                                 | Giacomo Nizzolo                    | NP 8ª                              |
| 36                  | Sam Oomen           | 41°                 | 46                     | Ben Swift              | 49°                    | 56                                 | Matteo Pelucchi                    | R 4ª                               |
| 37                  | Jos van Emden       | R 8ª                | 47                     | Dylan van Baarle       | 13°                    | 57                                 | Max Walscheid                      | NP 7ª                              |
| Astana-Premier Tech | Astana-Premier Tech | Astana-Premier Tech | Trek-Segafredo         | Trek-Segafredo         | Trek-Segafredo         | Groupama-FDJ                       | Groupama-FDJ                       | Groupama-FDJ                       |
| N°                  | Ciclista            | Clas.               | N°                     | Ciclista               | Clas.                  | N°                                 | Ciclista                           | Clas.                              |
| 61                  | Aleksandr Vlasov    | 2°                  | 71                     | Mads Pedersen          | 118°                   | 81                                 | David Gaudu                        | R 8ª                               |
| 62                  | Samuele Battistella | NP 4ª               | 72                     | Julien Bernard         | 28°                    | 82                                 | Bruno Armirail                     | 74°                                |
| 63                  | Omar Fraile         | 50°                 | 73                     | Kenny Elissonde        | 36°                    | 83                                 | Arnaud Démare                      | 106°                               |
| 64                  | Ion Izagirre        | 3°                  | 74                     | Alex Kirsch            | 104°                   | 84                                 | Jacopo Guarnieri                   | 116°                               |
| 65                  | Aleksej Lucenko     | R 8ª                | 75                     | Jacopo Mosca           | 58°                    | 85                                 | Ignatas Konovalovas                | 102°                               |
| 66                  | Luis León Sánchez   | 17°                 | 76                     | Jasper Stuyven         | 59°                    | 86                                 | Miles Scotson                      | R 6ª                               |
| 67                  | Matteo Sobrero      | 42°                 | 77                     | Edward Theuns          | 71°                    | 87                                 | Ramon Sinkeldam                    | 125°                               |
| Lotto Soudal        | Lotto Soudal        | Lotto Soudal        | Team Arkéa-Samsic      | Team Arkéa-Samsic      | Team Arkéa-Samsic      | Deceuninck-Quick Step              | Deceuninck-Quick Step              | Deceuninck-Quick Step              |
| N°                  | Ciclista            | Clas.               | N°                     | Ciclista               | Clas.                  | N°                                 | Ciclista                           | Clas.                              |
| 91                  | Philippe Gilbert    | 60°                 | 101                    | Warren Barguil         | 14°                    | 111                                | Sam Bennett                        | 79°                                |
| 92                  | Thomas De Gendt     | 66°                 | 102                    | Maxime Bouet           | NP 6ª                  | 112                                | Mattia Cattaneo                    | 32°                                |
| 93                  | John Degenkolb      | 93°                 | 103                    | Nacer Bouhanni         | 90°                    | 113                                | Rémi Cavagna                       | 83°                                |
| 94                  | Kobe Goossens       | R 4ª                | 104                    | Anthony Delaplace      | NP 6ª                  | 114                                | Tim Declercq                       | 64°                                |
| 95                  | Stefano Oldani      | 61°                 | 105                    | Daniel McLay           | 114°                   | 115                                | Yves Lampaert                      | 48°                                |
| 96                  | Harm Vanhoucke      | 11°                 | 106                    | Clément Russo          | 78°                    | 116                                | Michael Mørkøv                     | 98°                                |
| 97                  | Florian Vermeersch  | 100°                | 107                    | Connor Swift           | 56°                    | 117                                | Florian Sénéchal                   | 53°                                |
| Cofidis             | Cofidis             | Cofidis             | Team BikeExchange      | Team BikeExchange      | Team BikeExchange      | AG2R Citroën Team                  | AG2R Citroën Team                  | AG2R Citroën Team                  |
| N°                  | Ciclista            | Clas.               | N°                     | Ciclista               | Clas.                  | N°                                 | Ciclista                           | Clas.                              |
| 121                 | Guillaume Martin    | 6°                  | 131                    | Michael Matthews       | 38°                    | 141                                | Bob Jungels                        | 27°                                |
| 122                 | Piet Allegaert      | 86°                 | 132                    | Luke Durbridge         | 67°                    | 142                                | Stan Dewulf                        | 91°                                |
| 123                 | Simon Geschke       | 24°                 | 133                    | Alexander Edmondson    | R 7ª                   | 143                                | Dorian Godon                       | 39°                                |
| 124                 | Christophe Laporte  | 65°                 | 134                    | Kaden Groves           | R 6ª                   | 144                                | Oliver Naesen                      | 33°                                |
| 125                 | Anthony Perez       | 108°                | 135                    | Lucas Hamilton         | 4°                     | 145                                | Ben O'Connor                       | 12°                                |
| 126                 | Pierre-Luc Périchon | 68°                 | 136                    | Amund Grøndahl J.      | NP 6ª                  | 146                                | Aurélien Paret-Peintre             | 9°                                 |
| 127                 | Jelle Wallays       | 110°                | 137                    | Alexander Konychev     | R 8ª                   | 147                                | Damien Touzé                       | 44°                                |
| UAE Team Emirates   | UAE Team Emirates   | UAE Team Emirates   | Bahrain Victorious     | Bahrain Victorious     | Bahrain Victorious     | Total Direct Énergie               | Total Direct Énergie               | Total Direct Énergie               |
| N°                  | Ciclista            | Clas.               | N°                     | Ciclista               | Clas.                  | N°                                 | Ciclista                           | Clas.                              |
| 151                 | Alexander Kristoff  | 82°                 | 161                    | Dylan Teuns            | 20°                    | 171                                | Pierre Latour                      | 16°                                |
| 152                 | Sven Erik Bystrøm   | 43°                 | 162                    | Yukiya Arashiro        | 87°                    | 172                                | E. Boasson Hagen                   | 85°                                |
| 153                 | Rui Costa           | 55°                 | 163                    | Phil Bauhaus           | 117°                   | 173                                | Fabien Doubey                      | 81°                                |
| 154                 | David de la Cruz    | 51°                 | 164                    | Jack Haig              | 7°                     | 174                                | Chris Lawless                      | R 4ª                               |
| 155                 | Brandon McNulty     | R 6ª                | 165                    | Marco Haller           | 107°                   | 175                                | Anthony Turgis                     | 80°                                |
| 156                 | Rui Oliveira        | 95°                 | 166                    | Heinrich Haussler      | R 8ª                   | 176                                | Dries Van Gestel                   | R 6ª                               |
| 157                 | Matteo Trentin      | 47°                 | 167                    | Gino Mäder             | 10°                    | 177                                | Alexis Vuillermoz                  | R 2ª                               |
| Movistar Team       | Movistar Team       | Movistar Team       | Israel Start-Up Nation | Israel Start-Up Nation | Israel Start-Up Nation | Intermarché-Wanty-Gobert Matériaux | Intermarché-Wanty-Gobert Matériaux | Intermarché-Wanty-Gobert Matériaux |
| N°                  | Ciclista            | Clas.               | N°                     | Ciclista               | Clas.                  | N°                                 | Ciclista                           | Clas.                              |
| 181                 | Matteo Jorgenson    | 8°                  | 191                    | Krists Neilands        | 21°                    | 201                                | Louis Meintjes                     | 23°                                |
| 182                 | Jorge Arcas         | 34°                 | 192                    | Rudy Barbier           | R 7ª                   | 202                                | Odd Christian Eiking               | 37°                                |
| 183                 | Imanol Erviti       | 84°                 | 193                    | Patrick Bevin          | NP 7ª                  | 203                                | Jonas Koch                         | 89°                                |
| 184                 | Johan Jacobs        | R 8ª                | 194                    | Matthias Brändle       | 112°                   | 204                                | Rein Taaramäe                      | 76°                                |
| 185                 | Sebastián Mora      | R 8ª                | 195                    | André Greipel          | 122°                   | 205                                | Taco van der Hoorn                 | 115°                               |
| 186                 | Gregor Mühlberger   | 63°                 | 196                    | Sep Vanmarcke          | 52°                    | 206                                | Boy van Poppel                     | 126°                               |
| 187                 | José Joaquín Rojas  | 31°                 | 197                    | Rick Zabel             | 105°                   | 207                                | Danny van Poppel                   | 96°                                |
| B&B Hotels-KTM      | B&B Hotels-KTM      | B&B Hotels-KTM      | Alpecin-Fenix          | Alpecin-Fenix          | Alpecin-Fenix          |                                    |                                    |                                    |
| N°                  | Ciclista            | Clas.               | N°                     | Ciclista               | Clas.                  |                                    |                                    |                                    |
| 211                 | Bryan Coquard       | 69°                 | 221                    | Jasper Philipsen       | NP 7ª                  |                                    |                                    |                                    |
| 212                 | Cyril Barthe        | 62°                 | 222                    | Dries De Bondt         | 113°                   |                                    |                                    |                                    |
| 213                 | Cyril Gautier       | 70°                 | 223                    | Senne Leysen           | 109°                   |                                    |                                    |                                    |
| 214                 | Jonathan Hivert     | 97°                 | 224                    | Oscar Riesebeek        | 72°                    |                                    |                                    |                                    |
| 215                 | Jérémy Lecroq       | 127°                | 225                    | Kristian Sbaragli      | 40°                    |                                    |                                    |                                    |
| 216                 | Cyril Lemoine       | 101°                | 226                    | Scott Thwaites         | 103°                   |                                    |                                    |                                    |
| 217                 | Quentin Pacher      | 22°                 | 227                    | Louis Vervaeke         | NP 6ª                  |                                    |                                    |                                    |